# シャヘド136
HESA・シャヘド136（英: HESA Shahed 136、ペルシア語: شاهد ۱۳۶、「信仰告白者-136」の意、シャハド136とも）は、イラン製の徘徊型で自律式のスウォーム（群れ）行動する推進式ドローンである。
シャヘド航空産業が設計及び製造を行っている。
基本的に、遠距離から地上の目標を攻撃するために設計された。この比較的安価なドローンは発射ラック（5機以上が格納される）から複数発射され、対空防御をすり抜け、地上の標的を攻撃し、攻撃に対して相手側の防空機材を消費させるように設計された。このドローンは2021年に広報用映像で明らかにされた。
ロシアはゲラン2（ロシア語: Герань-2、「ゼラニウム-2」の意）として運用。
イラン製の価格は1機10万ドル以下と推定されている。

## 概要

### 外観
シャヘド136は中央にブレンデッドウィング状に繋がる胴体と、翼端に安定板兼ラダーを備えたクリップトデルタ翼を備えている。機首部分には推定30-50kgの弾頭、胴体後部にエンジンを搭載し、2翅の推進式プロペラで駆動する。機体サイズは全長3.5m、翼幅2.5mで、重量は約200kg。飛行速度は185km/h以上で、航続距離は1,800~2,500km (1,100~1,600mi) と推定される。アメリカ陸軍の世界的な機材ガイドでは、シャヘド136の設計は空中偵察機能のサポートが可能であることが記載されているが、ゲラン2にはカメラの記載が無い。

### 運用
発射台とドローンの運搬性の良さから、ユニット全体は各種軍用及や民間トラックの荷台に取り付けできる。
機体はやや上むきの水平に近い角度で射出される。射出直後の数秒はRATOで初加速を行い、補助ロケットの投棄後はイランのMado社製 MD-550 水平対向4気筒2ストロークガソリンエンジン（2014年以降より使われている。エンジンはドイツのリンバッハ・フルーグモトレーン社製L550Eをコピーしたもので、HESA・アバビル3などのイラン製ドローンでも使用されている）で飛行する。

### 電子装備
ウクライナの国家汚職防止庁は、シャヘド136が55のアメリカ製部品, 15の中国製、13のスウェーデン製、6つの日本製部品で構成されていると発表している。ウクライナの専門家は、このうち日米欧30社以上の製品がシャヘド136に使用されていると分析している。とりわけアメリカ企業のアルテラ製コンピュータープロセッサ、アナログ・デバイセズ製無線モジュール、マイクロチップ・テクノロジー製LDOチップが使用されているものと考えている。また、ウクライナ軍情報局が作成したリストによると、カメラや汎用リレー、サーボモーターなどに日本の電気機器メーカーの部品を使用しているとされる。
2022年のロシアによるウクライナ侵攻で鹵獲されたドローンを調査した結果、シャヘド136の電子装備はen:Texas Instruments TMS320プロセッサーや、イギリス発祥の企業であるen:TI Fluid Systemsの関連企業がポーランドで製造した燃料ポンプなどのアメリカおよびEU製の部品が使用されていることが明らかになった
。

### シャヘド131との混同
本機はより小型のシャヘド131とは外見が酷似しており、主な違いはシャヘド131では上向きだけの翼端安定板が、シャヘド136では翼端から上下に伸びている点である。シャヘド131にはシャヘド136にも搭載されている単純な慣性航法装置と、ある程度の電子防護が施されたGPSが搭載されている。

### ゲラン2
この兵器はロシア軍ではゲラン2の名称で使用されている。ワシントン・ポストはCNA Strategy, Policy, Plans and Programs Centerのロシア軍事システムの専門家が、標準のイラン製シャヘド136に対してゲラン2では追加の操縦方法が使用されている可能性の示唆を報じた。タイムズ・オブ・イスラエル紙の特派員は、民生部品で作られたイラン製の航法システムをロシア製の飛行制御ユニットとマイクロプロセッサーに、米国の民間グレードのGPSをGLONASSに置き換えることで徘徊兵器の能力を向上させている可能性を指摘している。ゲラン2は、イラン製弾薬ではなく、ロシアの軍需品に一致した塗装とマーキングがなされている No cameras or short-range sensors were noted.。カメラや近距離センサーには言及されていない。
2022年11月19日、ワシントン・ポストはアメリカの情報機関が、ロシアとイランがロシアによる軍需品の製造に関して合意し、イランが主要部品を輸出しているとの概要説明を行っていると報じた。
ゲラン2は多くの戦場で使用されているため、特徴的な飛行中のエンジン音をほのめかした「モペッド」や「芝刈り機」、デルタ翼形状から「ドリトス」など様々な呼び名が付けられている。
2024年3月にはロシア連邦タタールスタン共和国エラブガに設置されたゲラン2の生産工場の内部映像及び画像が流出し、ロシア国内でのライセンス生産が始まっていることが明らかになった。この工場で生産されているゲラン2には白色に塗装された機体と黒色に塗装された機体の2種類が存在しており、昼間・夜間攻撃用に作り分けている可能性が指摘されている。

## 戦歴

### 2014年のイエメン内戦
このドローンはイエメン内戦において2020年にフーシによって使用されたと報じられている。2019年のサウジ石油施設攻撃で使用されたとの複数の報告があったが、、ワシントン・ポストはこの攻撃では別のタイプのドローンが使用されたと報じている。

### 2022年ロシアのウクライナ侵攻
2022年ロシアのウクライナ侵攻において、ロシアはゲラン2（ロシア語: Герань-2、「ゼラニウム-2」の意）と名付けられた徘徊型兵器を使用した。これらはウクライナおよび西欧同盟国からはイラン製のシャヘド136を再設計したものと見なされている。
ウクライナでの使用が確認される前月、アメリカの情報源とウクライナ当局はイランがシャヘド136を含む数百機の無人機をロシアに提供していると主張したが、イランはウクライナで使用するために無人機を送ったという主張を繰り返し否定し、この戦争では中立だと主張した。しかし2022年9月2日にイスラム革命防衛隊のサラミ少将はテヘランでの武器展示会で、「複数の主要な世界の大国」がイラン製軍需装備を購入し、自分の部下が「装備を使用できるように彼らを訓練している」と述べた。ロシアは自国産の無人航空機を使用していると述べ、このことはロシア国内でのこれらのドローンの製造を反映している可能性を示唆した。
2022年11月21日、ジェームズ・ヒーピー大臣は、ウクライナで使用されたシャヘド136徘徊型兵器の総数は数百機と推定されると述べた。

#### 最初の登場
2022年9月13日、ロシア軍が使用したゲラン-2 (ロシア語: Герань-2) と捺印されたドローンの残骸の写真によって、シャヘド136の使用が示された。第92旅団の砲兵指揮官のロディオン・クルヒンによると、ハリコフ反攻に際してシャヘド136が榴弾砲4門と装輪装甲車2両を破壊した。さらに9月23日にはオデッサでの使用が記録され、上空の通過とその後の衝撃の映像がテレグラムなどの多数のチャンネルに投稿された。映像ではドローンに対して小火器で交戦している音が聞こえたが、撃墜は確認されなかった。9月25日にソーシャルメディアに投稿されたビデオでは、オデッサとドニプロでロシア軍のドローン使用が激化していることを示された。この時は小火器に加えて対空旋回砲と地対空ミサイルが使用され、少なくとも1機のゲラン2が撃墜された。オデッサのウクライナ海軍司令部が攻撃されたという主張もあるが、多数のドローンが不特定の目標を攻撃することができた。
2022年10月5日、ゲラン2がビーラ・ツェールクヴァの第72独立機械化旅団の兵舎を爆撃した。
ウクライナの兵士は、数km離れた場所から音が聞こえ、小火器の攻撃に対して脆弱だと主張している。
ウクライナの情報筋は、MiG-29戦闘機を配備してこれらのドローンを撃墜することに成功したと述べ、同様の戦術を使用してカリブルなどの巡航ミサイルを撃墜したと主張した。しかしながら、2022年10月13日にウクライナのMig-29がゲラン2を撃墜しようとしてヴィーンヌィツャで墜落した。ウクライナの情報筋によると、一説ではドローンが戦闘機の近くで爆発し、榴散弾が操縦席を直撃してパイロットが脱出を余儀なくされた。

#### 10月攻勢
ゲラン2はウクライナの送電網を破壊するために10月のミサイル攻撃でも使用された。ウクライナ軍は9月13日に初めてシャヘド136を撃墜し、さらに10月6日に46機、10月10日に24機、10月17日に47機のドローンが発射されたと述べた。
10月17日の朝、複数のドローンが再びキーウを攻撃した。これらのドローンは専用の防空システムだけでなく、小火器の地上砲火にも遭遇したが、ウクレネルゴの事務所を含む数カ所への攻撃に成功したと報じられた。その他のエネルギーインフラ施設への攻撃も報告されており、影響を受けたインフラ周辺では停電が発生した。ウクライナのデニス・シュミハリ首相は、この攻勢で3地域の主要エネルギーインフラが攻撃され、数百の町や村の電力供給が停止したと述べた。この日の攻撃で少なくとも8名が死亡した。
これらのドローンによる攻撃と防空システムの費用便益分析では、シャヘドの方が有利でドローンに対し使用される地対空ミサイルシステムなどの防衛システムの価値の約半分となっている。また都市部に到達した徘徊型兵器の撃墜は、落下した破片によって広範囲の巻き添え被害が発生する。平均的なシャヘドの費用は約20,000ドルであり、対するIRIS-Tミサイルは1発あたり約430,000ドルである。9月13日から10月17日まで、オープンソースの情報は対ドローン防衛に2814万ドルを費やす必要があったことを示唆した 。
アメリカ国防総省は攻撃に使用されたドローンの技術支援を行うために、多数のイラン人専門家がクリミアに派遣されたと述べた。
ウクライナの情報筋によると、9月13日以降に220機以上のドローンが撃墜されたとされる。

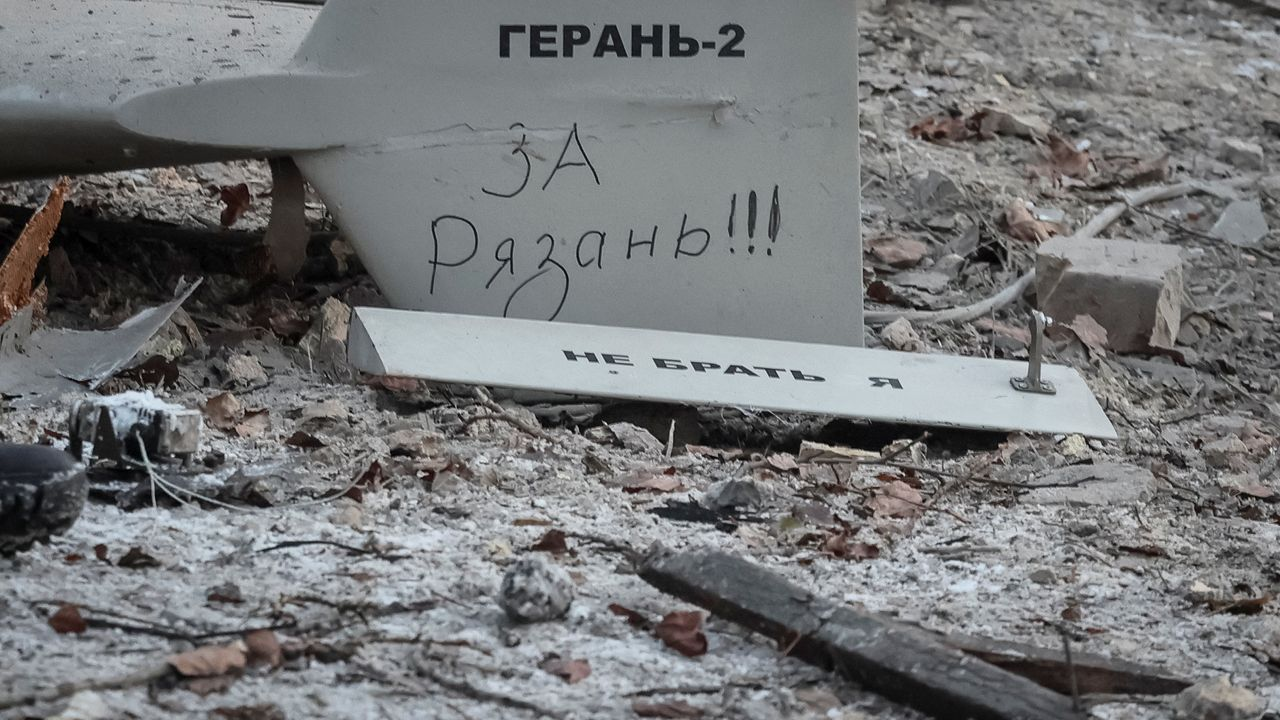
12月14日のキエフへの攻撃に使用されたゲラン2。垂直尾翼に「リャザニのために！！！」と記されている。

12月に3週間の中断のあとでドローンの使用が再開された。ウクライナはこの中断を寒冷地向けに改修するためだったと示唆したが、、イギリス国防省は以前の在庫が枯渇し、その後補給されたためである可能性が高いと述べている。12月14日、キーウで爆発したシャヘド136ドローンにはロシア語で「リャザンのために」と書かれており、これはリャザンのジャギレヴォ空軍基地への攻撃に言及したものである。

### ウクライナによる対抗処置
このドローンはMig-29搭載のレーダーで検知するには低速・低高度・小型過ぎ、あるウクライナ軍パイロットは、レーダー上のドローンの画像は路上のトラックと似ていると説明している。ウクライナ軍のR-73ミサイルは曇天下では機能せず、ウクライナ機はこのドローンの迎撃に30mm機関砲の使用を余儀なくされた。また機関砲の使用にも自機が損傷するリスクがあるため、攻撃時の接近は制限された。
夜間の迎撃はさらに困難で、墜落したドローンによる民間地域への副次的被害低減のため、人口密集地上空に居るかどうかをパイロットはGPSで確認する必要があった。多くの場合、パイロットができることは対空砲火でこれらのドローンを迎撃するために地上の基地と連絡することだけだった。
またウクライナ空軍は、シャヘド136がミサイル攻撃に先立って防御体制の有効性を試し、弱点を探るために使用されていると考えている。「Karaya」と呼ばれるウクライナ軍パイロットは1週間に5機のシャヘド型ドローンの撃墜を記録したが、最後のドローンの爆発に巻き込まれ自らのMig-29が墜落してしまった。ウクライナは「65%および85%」の迎撃率を主張している。
ウクライナの駐米駐在武官は9K33ミサイルとZSU-23-4、ドイツが供与したゲパルト自走対空砲がこれらの「比較的粗雑なドローン」に対し多大な効果を挙げていると述べた。
2022年11月初頭、フォーブスは「シャヘド・キャッチャー」を求めるウクライナの取り組みついて報じた。従来の対空兵器は安価なドローン群の迎撃には適さないことから、専用の対ドローン装備が得られつつあるとした。一つはAnduril Industries社によるアンヴィル(Anvil)で、これは重量5.4kg、最大速度160km/h以上の推進プロペラ機で目標に衝突させる迎撃機である。アンヴィルは同社のAIであるラティス・システムを搭載したセンサー群で脅威を検知・追跡し、その情報を受け取る。もう一つはMARSS製のNiDARで、これは同様のセンサーパッケージに最高速度270km/h以上のダクテッドファン搭載のクアッドコプター迎撃機を使用している。またFowlerのようなウクライナ自国産のものもあり、いずれのシステムも多数の小型迎撃機で複数方向から同時接近するドローンに対抗できる点で共通している。
赤外線カメラや可視光カメラを装着したDShK38重機関銃はこれらの無人機を撃墜するのにもっとも費用対効果の高い武器の一つである。第二次世界大戦時のようにサーチライトと連携しているものもある。
2024年4月には、前述のエラブガ工場に対しウクライナが長距離ドローン攻撃を行った。ウクライナ側は戦果を主張しているが、ロシア側はドローンが付近の宿泊施設に着弾し、負傷者が出たと主張している。

#### 反応
この初期の攻撃に対して、ウクライナのウォロディミル・ゼレンスキー大統領は「悪の協力」であると糾弾している。この攻撃のさらなる結果として、イランとウクライナの外交関係は、徐々に縮小された。
2022年10月18日、アメリカ合衆国国務省はイランのロシアへの無人機売却は、国連安保理決議2231に違反しているとフランス・イギリスと同様に評価した。10月22日にフランス・イギリス・ドイツは国連安保理決議2231を担当する国連チームによる調査を正式に要求した。2022年10月18日、イラン外務省の報道官は公式声明で、イランがウクライナでの戦争で使用するためにロシアに軍用ドローンを送ったという主張を事実無根として否定し、同日ロシア大統領の報道官は、ロシアは自国産の無人航空機にロシア語の名称をつけて使用したと述べた。イランの国連大使はこれらの告発は同決議附属書Bパラグラフ4の誤った解釈であり、「核兵器運搬システムの開発に貢献する可能性がある」品目に適用すると明確に述べられているにもかかわらず、これらの無人機にはできないと回答した。決議2231は包括的共同作業計画（JCPOA）が署名され後に採択された。米国は2018年にトランプ政権下で同協定から離脱している。イランへの通常兵器の禁輸措置は2020年10月に終了したが、ミサイルおよび関連技術に関するイランへの規制は2023年10月まで継続している。
イランの少将は、22ヶ国がイラン製無人機の購入を希望していると述べた。
安全保障研究センターの上級研究員を含む複数の批評家は、この兵器を戦術的には役に立たないとし、その役割は民間人に対する恐怖の兵器であると述べている。また、ウクライナ軍を動揺させる打撃を与えるために使用することはできるが、戦争のゲームチェンジャーになることはないだろうという意見もある。
イラン製無人機の使用疑惑に対し、イランは2022年10月24日に直接会談を行う意思があることを確認した。イランはウクライナ戦争で使用するための武器の供与を否定し、イランのホセイン・アミールアブドッラーヒヤーン外相はロシアが対ウクライナ戦争でイランの無人機を使用したことが証明されれば、イランは無関心ではいられなくなると述べた。2022年11月5日に、アミールアブドッラーヒヤーンはイランが戦争前に「少数の」無人機をロシアに出荷したと述べ、ロシアがウクライナに対してイランの無人機を使用したことが証明されればイランは無関心ではいられなくなると復誦した。またロシアがイラン製無人機を使用した証拠について話し合う協議の場にウクライナが現れなかったことを非難した。イラン外務省は、戦争で使用するための武器の供与に関して反論し続けた。
2022年11月24日までに、クリミア半島でロシア軍にシャヘド136の操縦を指導していたイラン人軍事顧問が、ウクライナ軍によって殺害されたと報道された。

### 2022年のシリア
米軍は、2022年8月にイランと同盟関係にあるグループが、シリアの反体制派が支配するシリア砂漠の領土にあるアル＝タンフにある米軍基地に対してシャヘド136 を使用したと考えている。

### イラク領クルディスタン
2022年、イスラム革命防衛隊の地上部隊がイランのクルディスタン地域のクルド人分離主義シャブループの司令部への攻撃にシャヘド136ドローンを使用した。

## 運用者

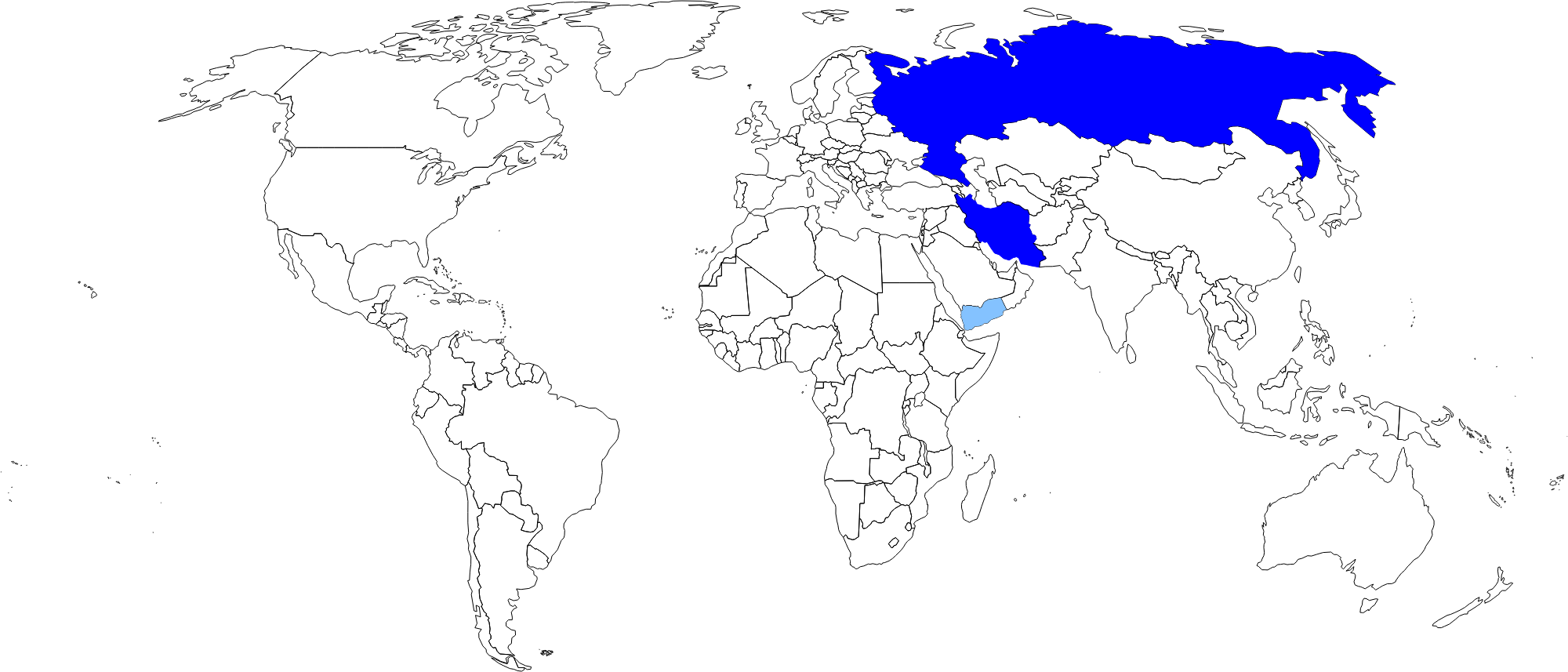
暗青色はシャヘド136の運用国。明青色は非国家主体の運用者（フーシ）

- イラン
- フーシ（推測）[1]
- ロシア[13]

### 関連製品
- イランの防衛産業（英語版）
- HESA・アバビル（英語版）
- シャヘド121（英語版）
- シャヘド129（英語版）
- シャヘド149 ガザ
- シャヘド171シームルグ
- ゲルベラ (無人機)（ウクライナ語版） ‐ シャヘドに追従し囮となるほか、偵察などにも使われる無人機。素材は木材や発泡プラスチックなどの安価な素材から作られることからレーダーに映りにくい性質をもつ。2024年7月29日に公表された。名前は、花のガーベラから。

### 用途、構成、時代が類似した航空機
- エアロヴァイロンメント スイッチブレード
- IAI ハロップ
- IAI ハーピー
- Qasem-1
- サンマード（英語版）
- WBエレクトロニクス ウォーメイト
- ZALA ランセット